# La Tour-de-Peilz
La Tour-de-Peilz is een gemeente in het Zwitserse kanton Vaud en maakt sinds 1 januari 2008 deel uit van het district Riviera-Pays-d'Enhaut. Voor 2008 maakte de gemeente deel uit van het toenmalige district Vevey.

## Geboren
- Max Sillig (1873-1959), ijshockeyspeler, olympisch deelnemer
- Paul Lob (1893-1965), ijshockeyspeler, olympisch deelnemer

## Overleden
- Gustave Courbet (1819-1877), Franse schilder
- Adelheid Arna van Saksen-Meiningen (1891-1971), Duitse edeldame
- Adolphe-Henri Ruchat (1906-2002), maatschappelijk werker en vluchtelingenhelper

## Foto's

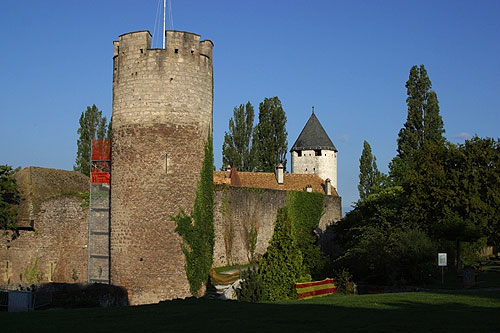
Château de La Tour-de-Peilz
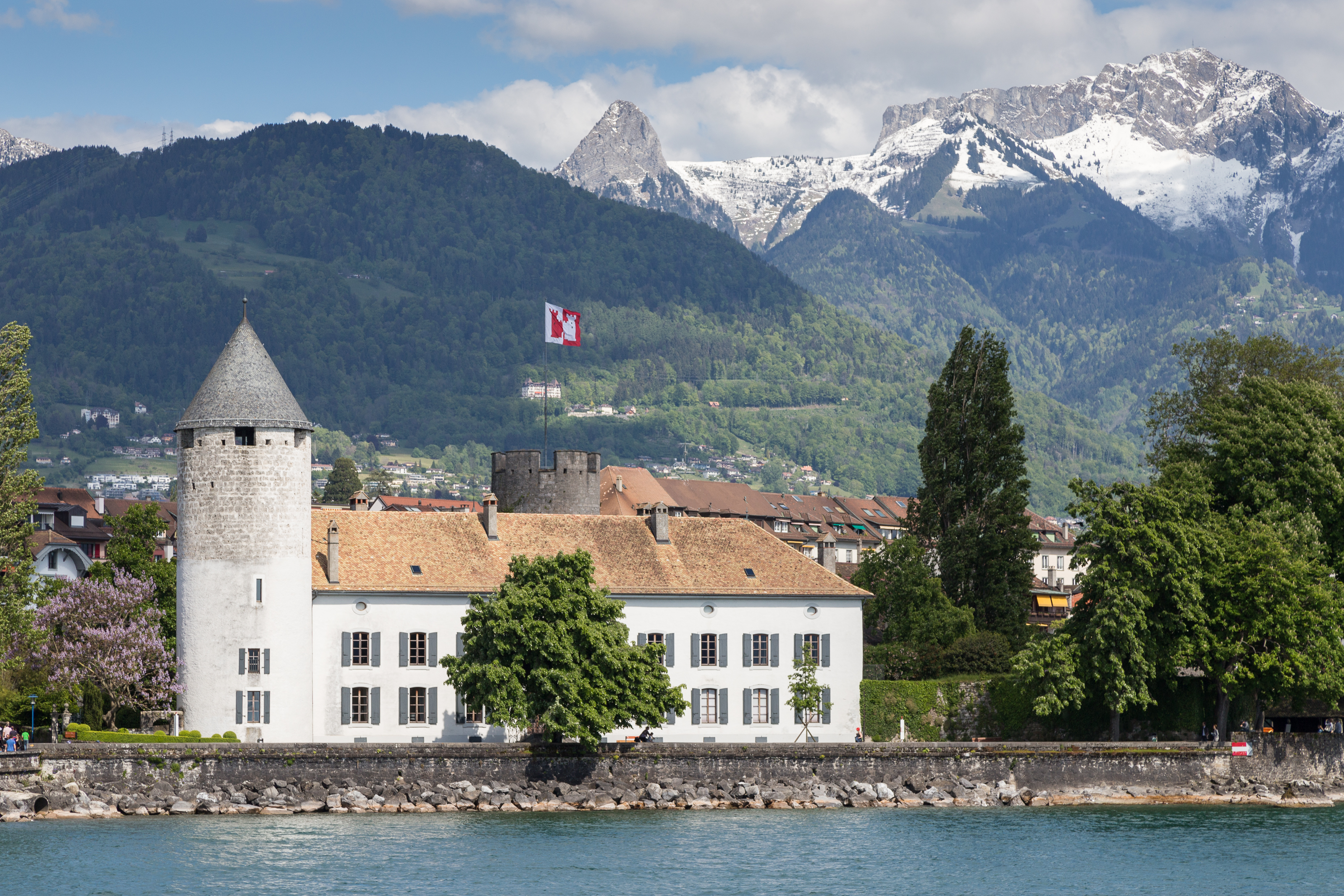
Château La Tour-de-Peilz